# Arrependimento II
 (août 2016).
Si vous disposez d'ouvrages ou d'articles de référence ou si vous connaissez des sites web de qualité traitant du thème abordé ici, merci de compléter l'article en donnant les références utiles à sa vérifiabilité et en les liant à la section « Notes et références ».
Arrependimento II est le deuxième EP du groupe Best Life Music.
Il est produit par Placide, Big Base, Ilogos, Takis et Lizer.